# 霧島温泉駅
霧島温泉駅（きりしまおんせんえき）は、鹿児島県霧島市牧園町宿窪田にある、九州旅客鉄道（JR九州）肥薩線の駅である。

## 歴史
- 1908年（明治41年）7月11日：牧園駅（まきぞのえき）として貨物業務取扱に限定し帝国鉄道庁が開設[2]。
- 1909年（明治42年）7月10日：旅客業務取扱開始[2]。
- 1962年（昭和37年）
  - 1月15日：霧島西口駅（きりしまにしぐちえき）に駅名改称[4]。
  - 9月20日：貨物取扱廃止[5]。
- 1984年（昭和59年）2月1日：荷物扱い廃止[5]。
- 1986年（昭和61年）11月1日：無人駅化[6]。ただし出改札業務は要員派遣により継続。
- 1987年（昭和62年）4月1日：国鉄分割民営化により九州旅客鉄道が継承[7]。
- 1990年（平成2年）：出改札業務を中止。完全無人駅化。
- 2003年（平成15年）3月15日：霧島温泉駅（きりしまおんせんえき）に駅名再改称[3]。
- 2004年（平成16年）4月1日：無人駅から簡易委託駅に変更[7]。
- 2010年（平成22年）：再度無人駅化。

## 駅構造

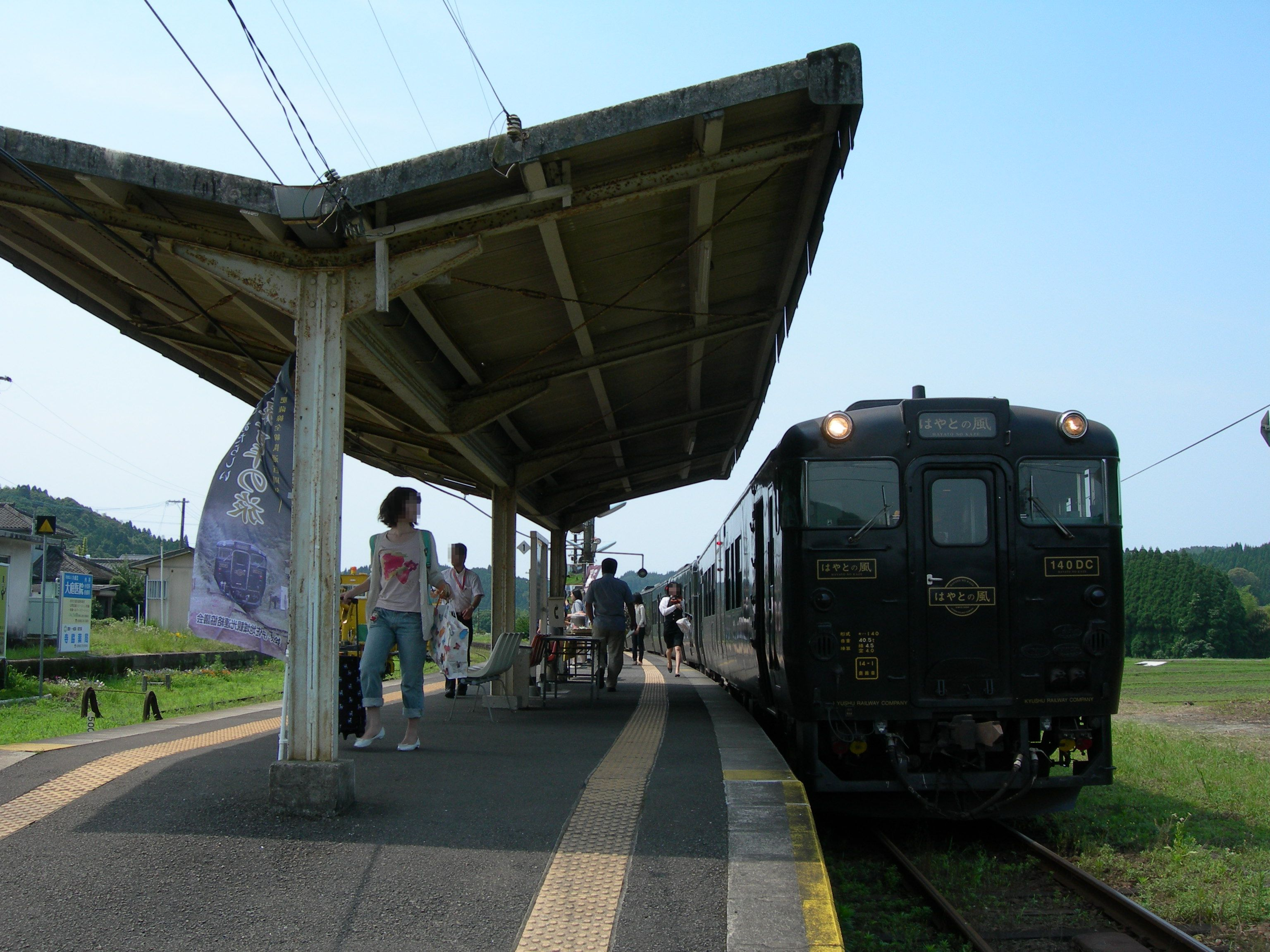
ホーム（2009年7月、左側のそり立つ線路は側線の終端部）

島式ホーム1面2線を有する地上駅。構内には側線がある。駅舎は鉄筋コンクリート造である。駅舎横に水洗式の公衆トイレがある。
無人駅である。

### のりば
| のりば | 路線    | 方向 | 行先                 |
| ------ | ------- | ---- | -------------------- |
| 1      | ■肥薩線 | 下り | 隼人・鹿児島中央方面 |
| 2      | ■肥薩線 | 上り | 吉松方面             |

## 駅弁
- 竹ん皮温泉おにぎり弁当（ぽっぽ屋）
  - 土曜・日曜に限り、特急「はやとの風」停車時間に合わせて販売している。

## 利用状況
- 2016年度の1日平均乗車人員は241人である。

| 年度 | 1日平均 乗車人員 | 1日平均 乗降人員 |
| ---- | ---------------- | ---------------- |
| 2000 | 290              |                  |
| 2001 | 270              |                  |
| 2002 | 274              |                  |
| 2003 | 275              |                  |
| 2005 | 240              |                  |
| 2006 | 230              |                  |
| 2007 | 211              | 430              |
| 2008 | 259              | 525              |
| 2009 | 278              | 562              |
| 2010 | 300              | 610              |
| 2011 | 296              | 613              |
| 2012 | 300              | 610              |
| 2013 | 310              | 629              |
| 2014 | 279              | 566              |
| 2015 | 284              | 577              |
| 2016 | 241              | 490              |

## 駅周辺
旧牧園町（現在の霧島市）内では唯一の鉄道駅だったが、街の中心地からは離れている。
- 鹿児島県道50号牧園薩摩線
- 横川警察署 牧園町駅前駐在所
- 霧島西口郵便局
- 鹿児島県立霧島高等学校（旧牧園高等学校）
- 牧園保育所
- 霧島マキゾノ自動車学校
- 霧島温泉郷

## バス路線
- 鹿児島交通
  - 霧島神宮駅（荒瀬・持松経由）
  - 霧島いわさきホテル（牧園アリーナ経由・内之野経由）
  - 牧園あいあいバス（もみじ号） - 万膳・有村・丸尾・上大霧方面

- 南国交通
  - 横川駅（馬渡経由）
  - 万膳
  - 牧園高前

## ちびっ子駅長
2008年1月13日に、当駅の近所に住む2歳の男の子がJR九州鹿児島支社から駅長として委嘱を受けた。この男の子の曾祖父は国鉄時代に駅長を務めていた。また本人も大の鉄道好きであったことから、当駅の近隣住民で作る「霧島温泉駅振興会」の提案で実現した。日曜に曾祖父の使っていた駅長の制帽を身につけて家族と一緒にホームに立ち、「はやとの風」などの送迎を行う。

## 隣の駅
九州旅客鉄道（JR九州）
■肥薩線
植村駅 - 霧島温泉駅 - 嘉例川駅